# Astropectinidae
Astropectinidae ist der Name einer Familie von Seesternen (Asteroidea), die auf sandigen und schlammigen Untergründen leben. Mit 242 derzeit akzeptierten Arten handelt es sich um die zweitgrößte Familie von Seesternen nach den Goniasteridae und noch vor den Asteriidae. Allein 104 Arten gehören zur weltweit verbreiteten Gattung Astropecten. Die meisten übrigen Gattungen umfassen Tiefseearten und sind deshalb wenig erforscht.

## Beschreibung
In Anpassung an ein Leben auf Sand und Schlamm haben die Astropectinidae eine regelmäßige, abgeflachte Gestalt. Die fünf Arme haben die Form gleichschenkliger Dreiecke, doch kann sich die Gesamtgestalt bei sehr kurzarmigen Arten wie in der Gattung Trophodiscus auch einem Fünfeck annähern. An den Rändern befinden sich zwei Reihen wohlentwickelter Marginalplatten, oft mit beweglichen Kalkstacheln besetzt, die der raschen Fortbewegung auf dem Substrat dienen. Die Hautkiemen (Papulae) auf der Oberseite werden durch schirmchenartige Plättchen (Paxillen) geschützt. Da es auf dem feinen Substrat keine Anheftungsmöglichkeiten gibt, laufen die mit Doppelampullen versehenen Ambulacralfüßchen spitz zu und haben keine Saugscheiben.
Der Magen endet bei allen Arten – wie auch bei anderen Paxillensternen – blind und ist nicht ausstülpbar. Soweit bekannt, sind diese Seesterne Räuber, verschlingen die Beute als Ganzes und verdauen sie im Magen. Unverdauliche Reste wie Muschelschalen und Seeigelgehäuse werden durch die Mundöffnung ausgestoßen.

## Gattungen
Laut World Register of Marine Species gehören zur Familie Astropectinidae 27 Gattungen:
- Astromesites Fisher, 1913
- Astropecten Gray, 1840
- Astropectinides Verrill, 1914
- Bathybiaster Danielssen & Koren, 1883
- Betelgeusia Blake & Reid, 1998
- Blakiaster Perrier, 1881
- Bollonaster McKnight, 1977
- Bunodaster Verrill, 1909
- Craspidaster Sladen, 1889
- Ctenophoraster Fisher, 1906
- Ctenopleura Fisher, 1913
- Dipsacaster Alcock, 1893
- Dytaster Sladen, 1889
- Koremaster Fisher, 1913
- Leptychaster E.A. Smith, 1876
- Lonchotaster Sladen, 1889
- Macroptychaster H.E.S. Clark, 1963
- Mimastrella Fisher, 1916
- Patagiaster Fisher, 1906
- Persephonaster Wood-Mason & Alcock, 1891
- Plutonaster Sladen, 1889
- Proserpinaster Fell, 1963
- Psilaster Sladen, 1885
- Tethyaster Sladen, 1889
- Thrissacanthias Fisher, 1910
- Tritonaster Fisher, 1906
- Trophodiscus Fisher, 1917

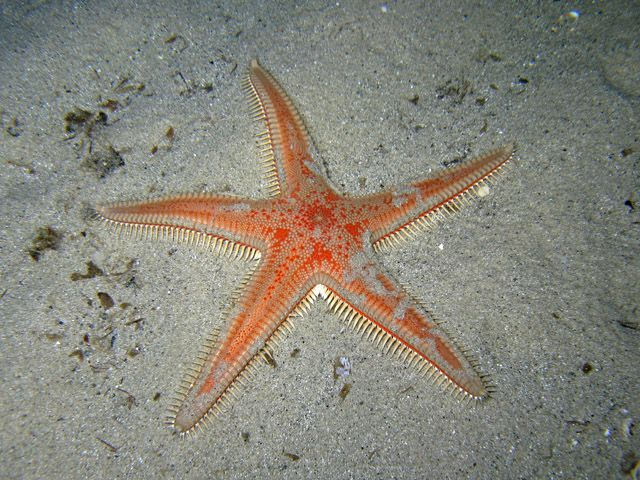
Astropecten aranciacus
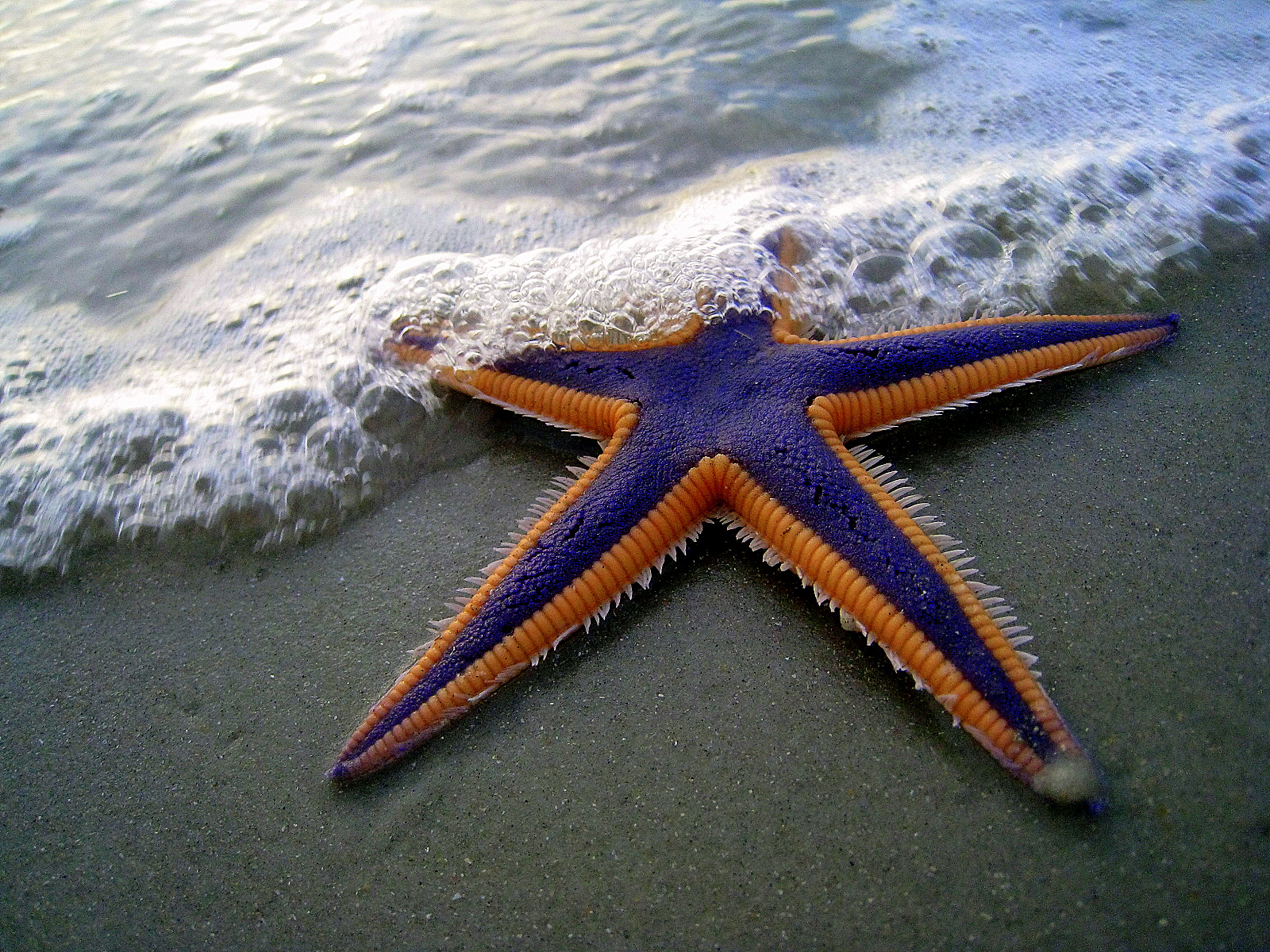
Astropecten articulatus
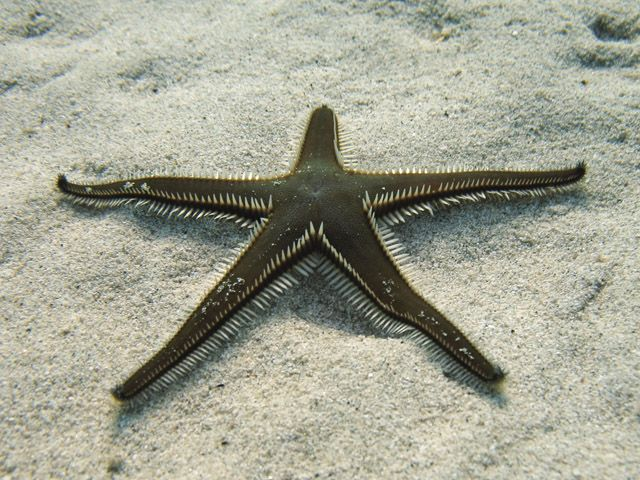
Astropecten bispinosus
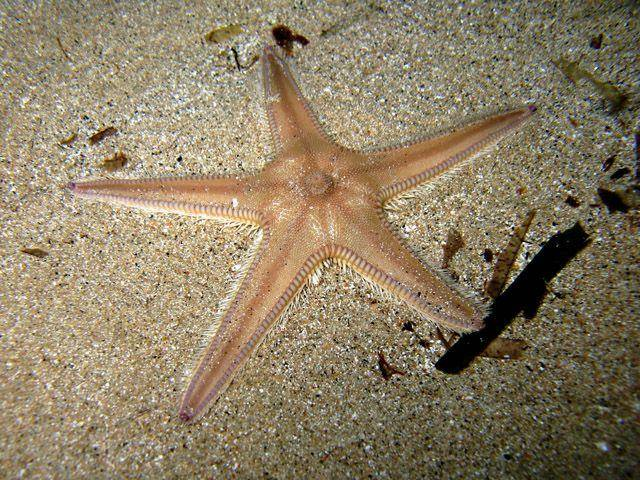
Astropecten irregularis
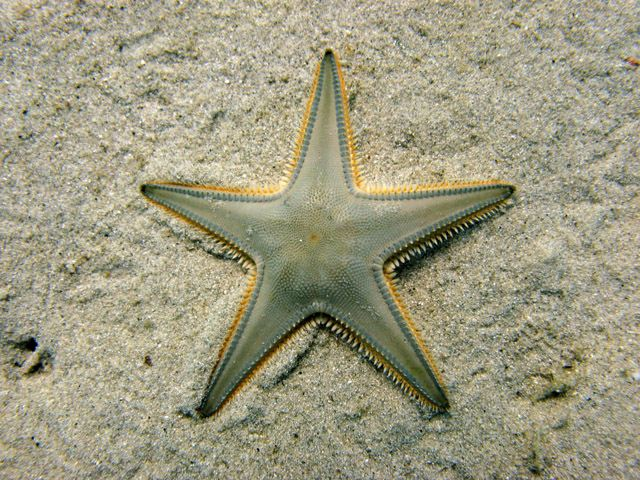
Astropecten jonstoni
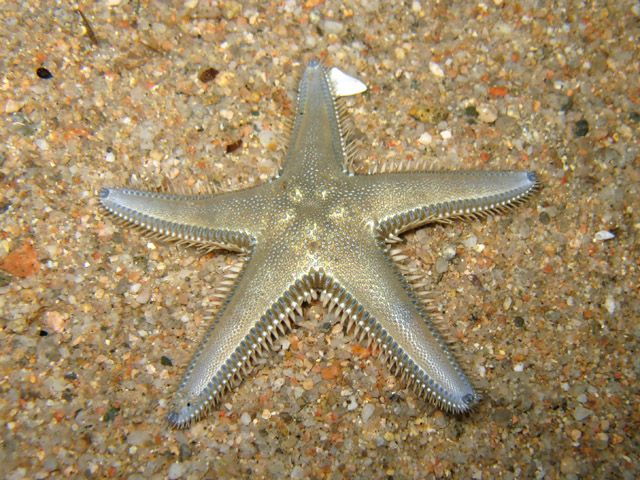
Astropecten platyacanthus
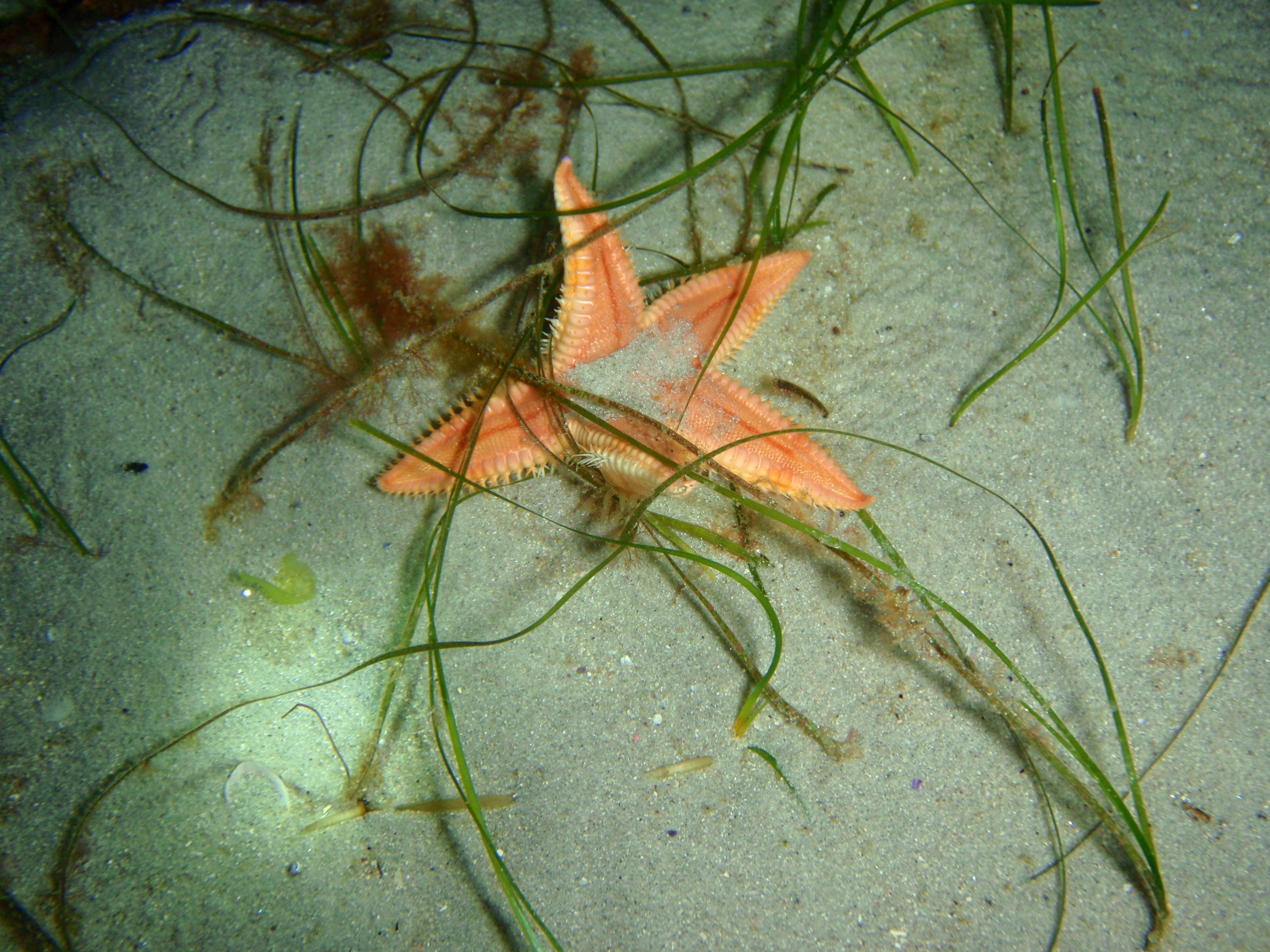
Bollonaster pectinatus
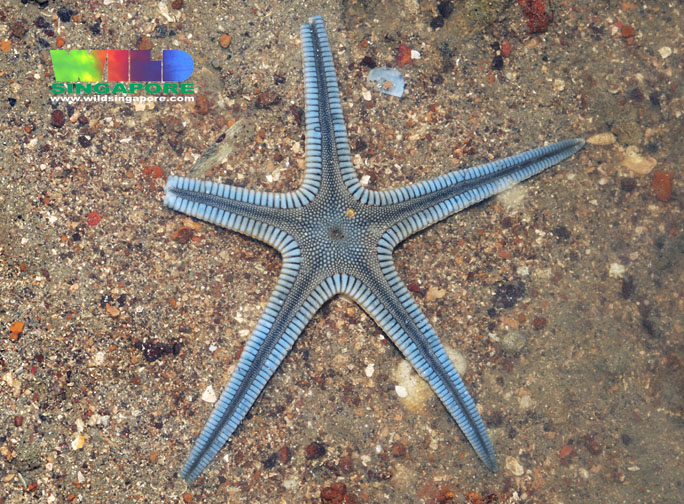
Craspidaster hesperus
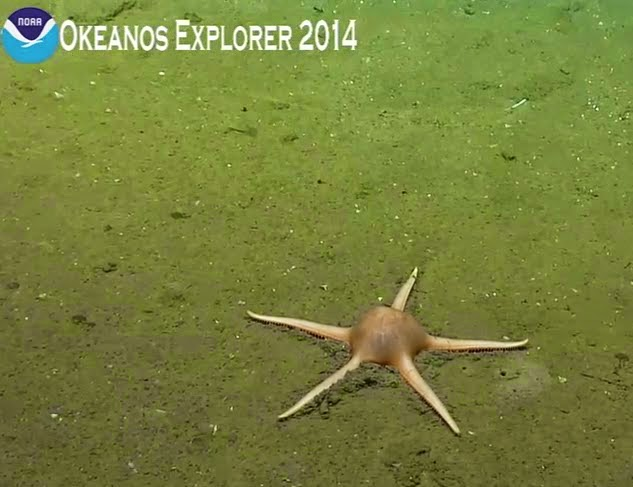
Dytaster insignis
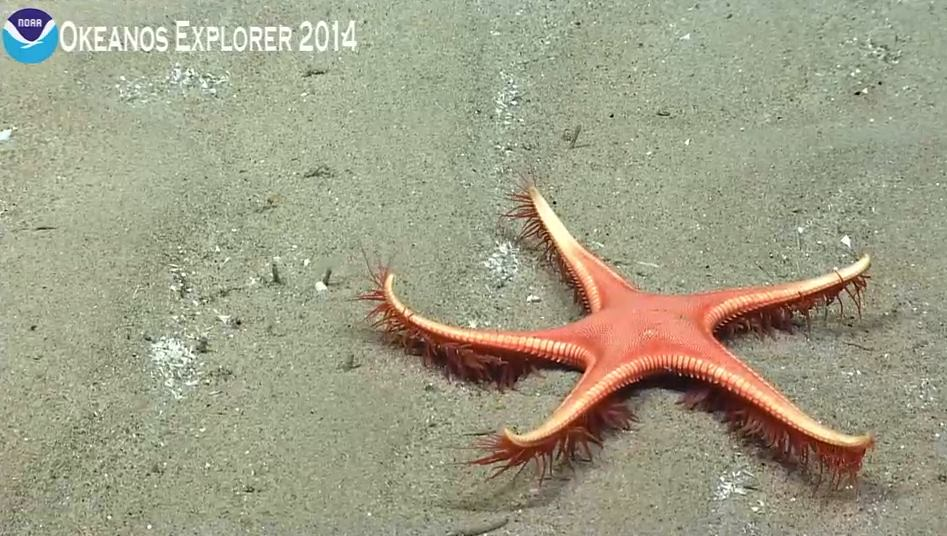
Plutonaster sp.
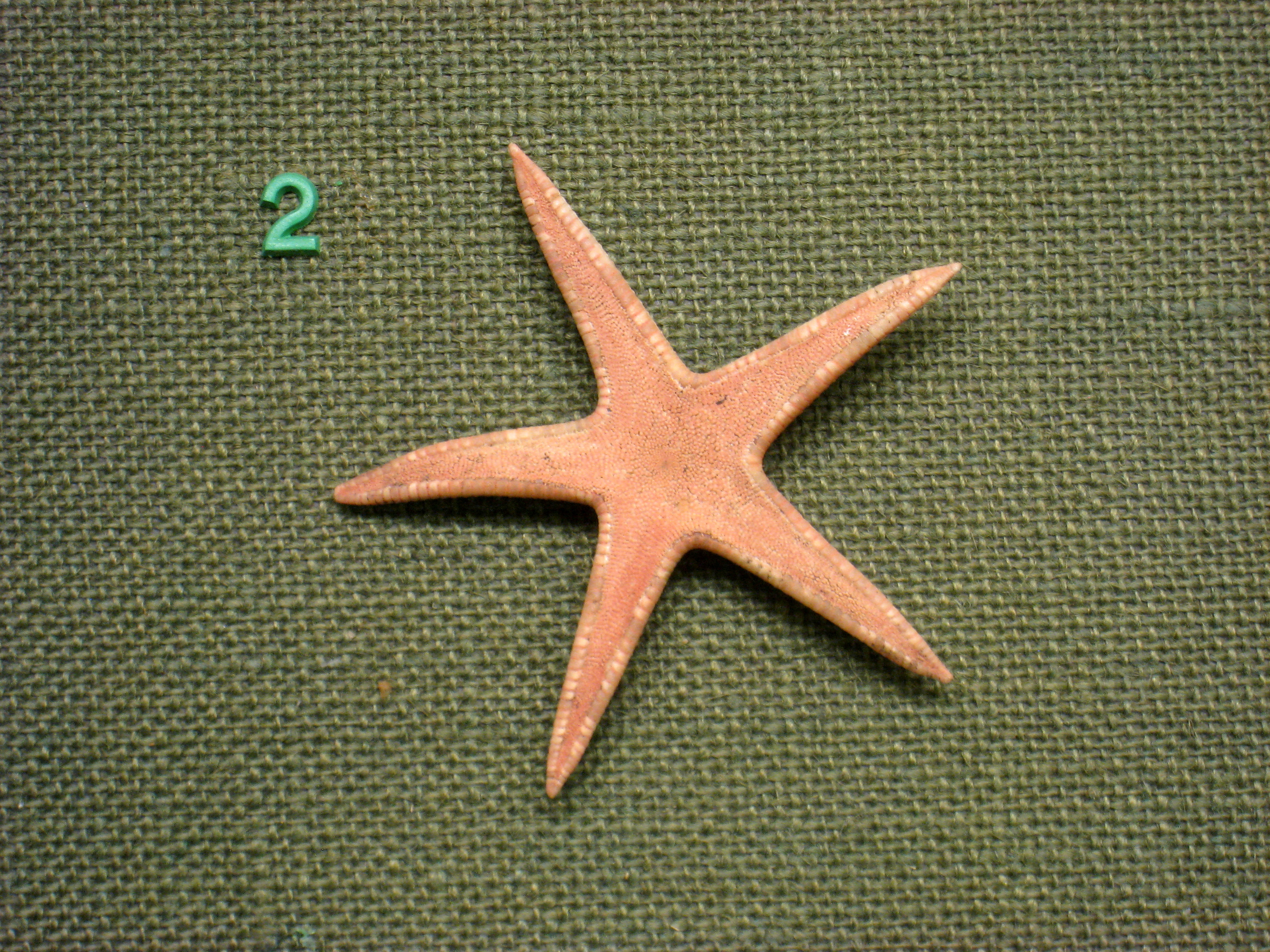
Psilaster andromeda
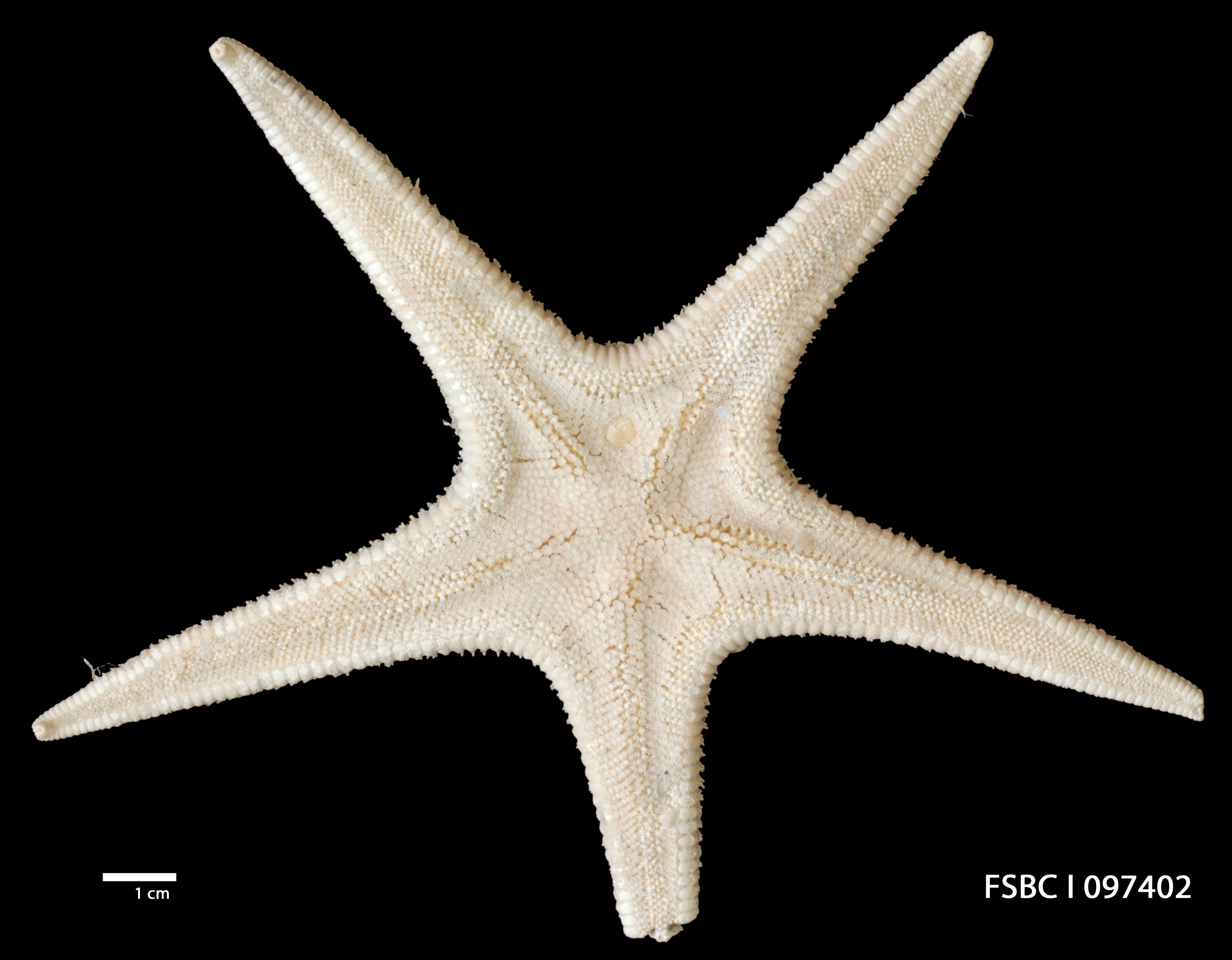
Tethyaster grandis